# Фордајс (Арканзас)
Фордајс (енгл. Fordyce) град је у америчкој савезној држави Арканзас.

## Демографија
По попису из 2010. године број становника је 4.300, што је 499 (-10,4%) становника мање него 2000. године.
| Група             | 2000.         | 2010.         |
| Белци             | 2.315 (48,2%) | 1.808 (42,0%) |
| Афроамериканци    | 2.383 (49,7%) | 2.294 (53,3%) |
| Азијати           | 20 (0,4%)     | 11 (0,3%)     |
| Хиспаноамериканци | 57 (1,2%)     | 111 (2,6%)    |
| Укупно            | 4.799         | 4.300         |